# Ісак Янссон
І́сак Алекса́ндер Я́нссон (швед. Isak Alexander Jansson; нар. 31 січня 2002) — шведський футболіст, півзахисник французького клубу «Ніцца».

## Клубна кар'єра

### «Кальмар»
Вихованець клубів «Чінна» і «Скене». 2018 року дебютував за «Скене» в Третьому дивізіоні. В травні 2018 року перейшов до молодіжної команди «Кальмара». В серпні 2019 року офіційно переведений до першої команди. 1 вересня 2019 року дебютував в основному складі «Кальмара» в матчі Аллсвенскан проти «Мальме», вийшовши на заміну Нільсу Фрелінгу.
1 березня 2020 року в поєдинку Кубка Швеції проти клубу «Єнчепінг Седра» забив свої перші голи у професіональній кар'єрі, відзначившись дублем. 1 лютого 2021 року продовжив контракт з клубом. 25 квітня 2021 року в матчі проти «Еребру» вперше відзначився м'ячем в Аллсвенскан.
В липні 2022 року після завершення дії контракту залишив «Кальмар».

### «Картахена»
1 серпня 2022 року на правах вільного агента приєднався до іспанської «Картахени», підписавши трирічний контракт. 15 серпня дебютував за нову команду в матчі Сегунди проти «Понферрадіни», замінивши Мікеля Ріко. 3 листопада 2022 року в поєдинку проти «Малаги» забив свій перший гол за «Картахену».

#### Оренда в «Рапід» (Відень)
6 лютого 2024 року перейшов на правах оренди у віденський «Рапід» до кінця сезону. 11 лютого дебютував за «Рапід» в матчі австрійської Бундесліги проти «Вольфсбергера», вийшовши на заміну Крістофу Лангу. 14 квітня 2024 року в поєдинку проти «Аустрії» (Клагенфурт) забив свій перший гол за «Рапід». Всього за час оренди провів за «Рапід» 11 матчів і забив один гол, дійшовши з командою до фіналу Кубка Австрії, де вона поступилась «Штурму».

### «Рапід» (Відень)
Влітку 2024 року після завершення строку оренди став повноцінним гравцем «Рапіда», з яким уклав чотирирічний контракт. Сума трансферу становила 250 тисяч євро. 25 липня 2024 року в матчі кваліфікації Ліги Європи УЄФА проти краківської «Вісли» дебютував у єврокубках, відзначившись забитим голом.

### «Ніцца»
10 липня 2025 року перейшов у французьку «Ніццу». Сума трансферу з урахуванням бонусів становила близько 10 млн євро. 6 серпня 2025 року дебютував за «Ніццу» в матчі кваліфікації Ліги чемпіонів УЄФА проти португальської «Бенфіки», вийшовши в стартовому складі. 16 серпня в поєдинку проти «Тулузи» дебютував у французькій Лізі 1.

## Кар'єра в збірній
Виступав за збірну Швеції до 17 років. В квітні 2019 року в складі збірної до 17 років потрапив в заявку на юнацький чемпіонат Європи в Ірландії. На турнірі провів усі три матчі, а його команда посіла останнє місце в групі.
У березні 2022 року отримав виклик в збірну до 21 року для участі в матчі кваліфікації молодіжного чемпіонату Європи проти збірної Ірландії. 29 березня 2022 року в поєдинку з Ірландією дебютував за молодіжну збірну Швеції.

## Статистика виступів
Станом на 12 серпня 2025 
| Клуб              | Сезон             | Чемпіонат         | Чемпіонат | Чемпіонат | Кубок | Кубок | Єврокубки | Єврокубки | Інші  | Інші | Всього | Всього |
| Клуб              | Сезон             | Дивізіон          | Матчі     | Голи      | Матчі | Голи  | Матчі     | Голи      | Матчі | Голи | Матчі  | Голи   |
| ----------------- | ----------------- | ----------------- | --------- | --------- | ----- | ----- | --------- | --------- | ----- | ---- | ------ | ------ |
| Скене             | 2018              | Третій дивізіон   | 9         | 0         | —     | —     | —         | —         | —     | —    | 9      | 0      |
| Кальмар           | 2019              | Аллсвенскан       | 1         | 0         | 0     | 0     | —         | —         | —     | —    | 1      | 0      |
| Кальмар           | 2020              | Аллсвенскан       | 29        | 0         | 2     | 2     | —         | —         | 2     | 0    | 33     | 2      |
| Кальмар           | 2021              | Аллсвенскан       | 24        | 6         | 3     | 0     | —         | —         | —     | —    | 27     | 6      |
| Кальмар           | 2022              | Аллсвенскан       | 14        | 1         | 3     | 0     | —         | —         | —     | —    | 17     | 1      |
| Кальмар           | Всього            | Всього            | 68        | 7         | 8     | 2     | 0         | 0         | 2     | 0    | 78     | 9      |
| Картахена         | 2022–23           | Сегунда Дивізіон  | 27        | 2         | 3     | 0     | —         | —         | —     | —    | 30     | 2      |
| Картахена         | 2023–24           | Сегунда Дивізіон  | 18        | 1         | 1     | 0     | —         | —         | —     | —    | 19     | 1      |
| Картахена         | Всього            | Всього            | 45        | 3         | 4     | 0     | —         | —         | —     | —    | 49     | 3      |
| → Рапід (Відень)  | 2023–24           | Бундесліга        | 11        | 1         | 1     | 0     | 0         | 0         | —     | —    | 12     | 1      |
| Рапід (Відень)    | 2024–25           | Бундесліга        | 22        | 7         | 0     | 0     | 11        | 2         | —     | —    | 33     | 9      |
| Ніцца             | 2025–26           | Ліга 1            | 0         | 0         | 0     | 0     | 2         | 0         | 0     | 0    | 2      | 0      |
| Всього за кар'єру | Всього за кар'єру | Всього за кар'єру | 155       | 18        | 13    | 2     | 13        | 2         | 2     | 0    | 183    | 22     |

1. ↑  Матчі в плей-оф
2. ↑  6 матчів у Лізі Європи УЄФА, 6 матчів Лізі конференцій УЄФА
3. ↑  Матчі в Лізі чемпіонів УЄФА